# Агуалва-Касен
Агуалва-Касен (порт. Agualva-Cacém) — город и район в Португалии, входит в округ Лиссабон. Является составной частью муниципалитета Синтра. Находится в составе крупной городской агломерации Большой Лиссабон. По старому административному делению входил в провинцию Эштремадура. Входит в экономико-статистический субрегион Большой Лиссабон, который входит в Лиссабонский регион. Население составляет 81 845 человек на 2001 год. Занимает площадь 10,51 км².
Покровительницей района считается Дева Мария (порт. Maria).